# بانكاج أدفاني
بانكاج أرجان أدفاني (من مواليد 24 يوليو 1985 في بونه) هو بطل العالم تسعة عشر مرة في البلياردو الإنجليزي والسنوكر من الهند. تقديرا لإنجازاته منحته حكومة الهند العديد من الجوائز: جائزة أرجونا في عام 2004 وراجيف غاندي خيل راتنا في عام 2006 وبادما شري في عام 2009 وبادما بوشان في عام 2018. وقد حقق ثلاثة أهداف متتالية في لعبة البلياردو الإنجليزي حيث حصل على ألقاب عالمية وآسيوية وهندية في وقت واحد في ثلاث سنوات مختلفة: 2005 و 2008 و 2012 ومؤخرا في عام 2017. وأصبح محترف سنوكر فقط في عام 2012 وكان موسمه الأول في الجولة الرئيسية هو موسم 2012/2013. فاز أدفاني ببطولة العالم للكرات الست الحمراء في السنوكر في عام 2014 وذلك في أول ظهور له في هذه البطولة. وهو اللاعب الوحيد الذي سبق له الفوز بألقاب عالمية في كل من الأشكال الطويلة والقصيرة للعبة السنوكر (6 كرات حمراء وخمسة عشر كرة حمراء) وكلا تنسيقات البلياردو الإنجليزي (الوقت والنقطة). وأدفاني هو أيضا أول بطل عالمي للهند في سنوكر بستة أهداف حمراء. في 14 أغسطس 2014 فاز أدفاني بأول بطولة عالمية للبلياردو في غلاسكو، اسكتلندا إلى جانب روبيش شان وديفندرا جوشي وأشوك شاندليا. في الثاني من فبراير 2017 فاز بانكاج أدفاني بلقب البطولة الوطنية التاسعة والعشرين في بيونه، الهند. كان هذا الفوز التاسع والثلاثين على التوالي. بشكل عام فاز أدفاني بستين بطولة: تسعة عشر بطولة عالم وثمانية بطولات آسيا وبطولتي دورة الألعاب الآسيوية وواحدة في بطولة أستراليا المفتوحة وثلاثين بطولة وطنية.

## روابط خارجية
- بانكاج أدفاني على موقع AZBilliards.com (الإنجليزية)
- بانكاج أدفاني على موقع CueTracker.net (الإنجليزية)
- بانكاج أدفاني على موقع بطولة العالم للسنوكر (الإنجليزية)